# エドワード・ハードウィック
エドワード・ハードウィック（Edward Hardwicke, 1932年8月7日 - 2011年5月17日）は、イギリスの俳優。

## 来歴
映画俳優セドリック・ハードウィックの息子としてロンドンで生まれる。
王立演劇学校で演技を学んだ後、名門劇場の演劇作品に出演。『パリの秘めごと』（1969年）、『地獄のかけひき』（1970年）など映画にも出演しているが、人妻の不倫相手やすぐに殺される青年役など端役であった。
TVには1970年代からレギュラー出演するようになり、ジェレミー・ブレット主演の『シャーロック・ホームズ』シリーズ（1986年 - 1994年）で二代目のワトソン博士役を演じた。他、デヴィッド・スーシェの『名探偵ポワロ』にも出演している。
ジェレミー・ブレットが亡くなる前後から映画出演を再開し、『永遠の愛に生きて』（1993年）、『スカーレット・レター』（1995年）、『リチャード三世』（1995年）、『エリザベス 』（1998年）、『オリバー・ツイスト』（2005年）などに出演していた。
2011年5月17日、死去。78歳没。

## 主な出演映画
- オセロ Othello （1965年）
- パリの秘めごと A Flea in Her Ear （1968年）
- 地獄のかけひき Otley （1968年）
- ジャッカルの日 The Day of the Jackal （1973年）
- 恐竜伝説ベイビー Baby: Secret of the Lost Legend （1985年）
- 永遠の愛に生きて Shadowlands （1993年）
- リチャード三世 Richard III （1995年）
- スカーレット・レター The Scarlet Letter （1995年）
- エリザベス Elizabeth （1998年）
- エニグマ Enigma （2001年）
- ラブ・アクチュアリー Love Actually （2003年）
- オリバー・ツイスト Oliver Twist （2005年）

## 脚註
1. ↑  Sherlock Holmes actor Hardwicke dies The stage 2011-5-17